# Heterocerus bredoi
Heterocerus bredoi is een keversoort uit de familie oevergraafkevers (Heteroceridae). De wetenschappelijke naam van de soort is voor het eerst geldig gepubliceerd in 1931 door Mamitza.